# Geografia do Gabão
O Gabão situa-se na costa atlântica da África central e tem fronteiras terrestres com a Guiné Equatorial, os Camarões e o Congo e marítimas com São Tomé e Príncipe. A superfície do país é de cerca de 268 mil km². O maior rio do Gabão é o Ogoué, tendo a foz em Port-Gentil, segunda cidade do país. Outras cidades importantes são Franceville, no Sul, et Oyem, no Norte. 
A população total é reduzida, cerca de 1,4 milhões de habitantes, dados de 2005. Os três principais recursos do país são principalmente petróleo, manganésio ou manganês e madeira. O país também é digno de nota pelo esforço que desenvolve para preservar o ambiente natural, com o que pode ser a maior área relativa de parques naturais em todo o mundo.